# Gristjärnen (Hallens socken, Jämtland)
Gristjärnen är en sjö i Åre kommun i Jämtland och ingår i Indalsälvens huvudavrinningsområde. Sjön har en area på 0,0761 kvadratkilometer och ligger 708,3 meter över havet.

## Delavrinningsområde
Gristjärnen ingår i det delavrinningsområde (700141-139189) som SMHI kallar för Mynnar i Sörbytjärnen. Medelhöjden är 710 meter över havet och ytan är 0,27 kvadratkilometer. Det finns ett avrinningsområde uppströms, och räknas det in blir den ackumulerade arean 1,15 kvadratkilometer. Vattendraget som avvattnar avrinningsområdet har biflödesordning 4, vilket innebär att vattnet flödar genom totalt 4 vattendrag innan det når havet efter 323 kilometer. Avrinningsområdet består mestadels av skog (72 procent). Avrinningsområdet har 0,08 kvadratkilometer vattenytor vilket ger det en sjöprocent på 28 procent.